# Fond Sabot
Fond Sabot es una localidad de Santa Lucía que forma parte del distrito de Vieux Fort.